# Felix Maria Davídek
Felix Maria Davídek (12. ledna 1921 Chrlice – 16. srpna 1988 Brno) byl český katolický kněz, tajně vysvěcený biskup a zakladatel rozsáhlého společenství podzemní církve Koinótés.
Vystudoval teologii (1945), obhájil doktorát v oboru filosofie, pedagogika a psychologie na Filozofické fakultě Masarykovy univerzity (1948), vystudoval lékařství (bez závěrečných zkoušek), postgraduální studium na VŠE Bratislava (1971). Samostudiem se zabýval kybernetikou, teorií řízení, ekonomií. Plynně hovořil německy, anglicky, španělsky, polsky. V letech 1950–1964 byl vězněn. Po propuštění začal budovat rozsáhlé „podzemní“ teologicko-vzdělávací struktury. Pod vlivem dřívějšího komunistického teroru i sovětské okupace v roce 1968 a moderní teologie období Druhého vatikánského koncilu budoval paralelní církevní struktury a vysvětil tajné biskupy, desítky kněží včetně ženatých a také tři ženy, z nichž je známa jen Ludmila Javorová.

## Život

### Dětství a mládí (1921–1945)
Narodil se 12. ledna 1921 v Chrlicích (dnes městská část Brno-Chrlice), pokřtil ho někdejší kaplan v Tuřanech, pozdější duchovní otec a spoluvězeň Dominik Pecka. Jeho otec Antonín byl lékárník, ale tomuto povolání se kvůli nedostatku peněz nevěnoval. Roku 1919 přišel i s rodinou do Chrlic z Přerova, byl zaměstnán u berního úřadu, kde se později stal ředitelem. Jeho matka Gabriela Alžběta byla učitelkou hudby. Tomuto povolání se rovněž nemohla věnovat tak, jak by si přála, neboť prodělala v mládí tuberkulózu, která jí až do konce života působila zdravotní obtíže. Měl dva sourozence – sestru Deboru a mladšího bratra Lea Antonína, který v dospělosti pracoval na katedře prehistorie brněnské univerzity.
Narodil se s tuberkulózou. Až do věku šesti let nebylo zcela jasné, podaří-li se ho doktoru Rejnartovi, rodinnému příteli, zachránit. Přes zdravotní obtíže uměl již ve čtyřech letech hrát na klavír (díky péči matky), k jeho dalším zájmům patřily vycházky do přírody (sbíral kameny a motýly) a četba (již jako dítě četl hlavně v noci tajně pod peřinou a tato charakteristická vlastnost – projevovat největší čilost v nočních hodinách – ho provázela po celý život). Od roku 1932 studoval na klasickém gymnáziu (na dnešní tř. Kpt. Jaroše), zajímal se zejména o přírodní vědy a o medicínu. K překvapení profesorského sboru i rodiny se však již v patnácti letech rozhodl nikoli pro studium medicíny, ale teologie. V letech 1940–1945 studoval tedy na brněnském diecézním bohosloveckém učilišti (ostatní vysoké školy byly uzavřeny), během studia se dále zajímal o lékařství a studoval cizí jazyky jako vhodnou přípravu na misie. Psal básně pro některá literární periodika (Akord, Úsvit, Řád), které později vydal ve čtyřech sbírkách pod pseudonymem Václav Ara. V této době začal propracovávat myšlenku katolické univerzity Atheneum, která by umožnila studovat teologii mužům, kterým německá okupace znemožnila dosáhnout středoškolského vzdělání.

### Kněžské období (1945–1950)
Dne 29. července 1945 byl vysvěcen v brněnské katedrále na kněze pozdějším spoluvězněm biskupem Stanislavem Zelou. V září nastoupil do duchovní správy v Horním Štěpánově, vesničce poblíž Boskovic. V této době pomýšlel na odchod do misií a připravoval se na to studiem medicíny, psychologie, přírodních věd a filosofie na Brněnské univerzitě. Roku 1948 získal doktorát na filozofické fakultě (práce: Psychologie empirická a psychologie filosofická: jejich vzájemný poměr a otázka kompetence při explikaci duševna). K obdržení doktorátu potřeboval Davídek po únoru 1948 souhlas štěpánovského MNV. Protože bylo jasné, že ho neobdrží, vlezl v noci do budovy MNV oknem a potvrzení si orazítkoval. Tato skutečnost později posloužila jako jeden z důvodů k jeho zatčení za protistátní činnost.
V Horním Štěpánově založil Davídek Atheneum – možnost studia pro dospívající mládež, chápanou jako přípravu jednak na studium teologie, jednak na externí zkoušky na gymnáziu. S rostoucím vlivem komunistů stále více rozvíjel svoji myšlenku založit katolickou univerzitu. Začátkem roku 1950 ilegálně vznikla za pomoci olomouckých dominikánů a několika sympatizujících profesorů a kněží filozofické fakulty. Studenti fakulty byli oficiálně zapsáni na univerzitě v Olomouci, jejich vzdělávání se však odehrávalo v Horním Štěpánově. V této době měl již absolvovánu také lékařskou fakultu, vzhledem k politické situaci však nemohl složit závěrečné zkoušky. Na požádání a se souhlasem obvodního lékaře, který nemohl být pravidelně přítomen v Horním Štěpánově, nahrazoval jej místním obyvatelům právě Davídek. Tuto jeho lékařskou praxi však odmítal brněnský biskup Karel Skoupý, a protože na něj docházely i stížnosti okresního církevního tajemníka, biskup jej roku 1949 poslal jako náhradu za nemocného faráře do Petrovic. Odtud však dál dojížděl do Horního Štěpánova a na univerzitu, což se stalo příčinou napětí mezi ním a biskupem.

### Zatčení, útěk a vězení (1950–1964)
Dne 22. dubna 1950 byl společně se dvěma svými studenty zatčen. Všichni tři byli odvezeni do Boskovic a drženi v místní škole. Po dvouhodinovém výslechu mu bylo dovoleno odejít na WC, jehož okénkem uprchl do blízkého lesa. Skrýval se u přátel a připravoval se s několika svými studenty na emigraci. Na začátku září se rozhodli pro ilegální přechod do Rakouska přes Nedakonice, který se zdál nejbezpečnější. Byli prozrazeni a při pokusu o překročení Dyje v noci z 5. na 6. září dopadeni a zatčeni; druhé části skupiny se podařilo projít.
Ve vazbě strávil Felix Davídek 23 měsíců. Dne 21. března 1952 se konal s ním a s dalšími 14 zatčenými v Brně soudní proces. Byl odsouzen za založení soukromé školy Atheneum, výchovu k nepřátelskému smýšlení proti lidově demokratickému zřízení, ukrývání vysílací stanice, neodborné léčení osob, nedovolené získání potvrzení k doktorátu a útěk do zahraničí k 24 letům vězení, propadnutí majetku, pokutě 10 000 korun a ztrátě občanských práv na 10 let.
„V mém životě je důležité, že jsem se narodil, že jsem se stal římskokatolickým knězem a že jsem byl uvězněn komunistickou StB. Zvláště poslední dvě skutečnosti mi daly mnohé pochopit. Nic od vás nečekám, nic od vás nechci. Kdykoliv jsem ochoten jít na smrt. “
Felix Davídek (stručný životopis pro potřeby vězeňské služby, 1960). Publikováno in Fiala, Hanuš: Skrytá církev, s. 54
Byl internován v nejrůznějších československých věznicích. O této době se později mnoho nezmiňoval, pouze o tom, že nejhůře snášel vazbu v uherskohradišťské věznici. Podle svědectví spoluvězňů se choval ve vězení mimořádně statečně, snažil se pokračovat ve vzdělávání organizováním tajných přednášek uvězněných univerzitních profesorů a kněží, nahrazoval spoluvězňům absentující řádnou lékařskou a psychologickou pomoc. Často býval za svoje postoje trestán korekcí (František Mikloško píše, že pouze na Mírově to bylo alespoň 150 dní). S ostatními duchovními diskutoval o formě života církve a vzdělávání, kterou chtěl po svém propuštění realizovat. V únoru 1964 byl po čtrnáctiletém vězení propuštěn.

### Po propuštění – studijní semináře (1964–1967)
Od propuštění z vězení v roce 1964 pracoval v brněnské dětské nemocnici jako desinfektor.
Ihned také začal kolem sebe shromažďovat jednak možné spolupracovníky, jednak zájemce o studium, především z řad těch, kdo byli v padesátých letech ze studia teologie vyloučeni, kdo poslechli výnos vatikánské kongregace a českých biskupů a odmítli nastoupit ke studiu do komunisty ovládaného semináře v Litoměřicích, a dále z řad vysokoškoláků majících zájem o studium teologie. Roku 1964 vytvořil text nazvaný „Konkrétní spirituální práce“, který znamenal počátek jeho budování tajné církevní struktury.
Ve druhé polovině šedesátých let navázal na své zkušenosti s katolickou univerzitou a se svými spolupracovníky vytvořil systém studia, jež bylo tvořeno pravidelnými večerními, nočními a víkendovými semináři. Od roku 1965 se tato setkání konala po celém Československu (např. Brno, Kobeřice u Brna, Praha, Košice, Prešov, Poprad, Spišská Nová Ves aj.). Semináře byly většinou monotematické, začínaly mší a přehledem aktuálních politických a církevních zpráv, závěr tvořilo hutné shrnutí. Nočních seminářů se účastnilo většinou 6 až 20 účastníků, končívaly okolo dvou hodin v noci. Byly zaměřeny hlavně na následující témata: religionistika, teorie řízení, teorie evoluce a antropologie, dogmatika, morální a pastorální teologie, řeholní život, exegeze. Davídek se snažil nepředstavovat jednotlivé obory samostatně, ale pokoušel se o syntézu. Jeho přednášky, jakkoli respektovaly tradiční církevní učení, byly z mnoha hledisek velmi originální, např. proto, že se pokoušel aplikovat teorii řízení na jím vytvořený model církve (např. vikář ad hoc). Ve svém zdůraznění evoluce navazoval Davídek na myšlenky francouzského kněze, paleontologa a filozofa Teilharda de Chardina. Dále nabízel svým posluchačům i formaci čistě spirituální (pro zájemce vypracoval např. zpovědní schémata).
Svůj model místní církve žijící v podmínkách totalitního státu nazval Koinótés (řecké slovo pro společenství). Cílem jeho snažení bylo jednak vytvořit církevní organismus schopný života i v situaci nekompromisního odmítání jakékoli spolupráce s komunistickou mocí, jednak příprava kandidátů na kněžské svěcení. V situaci, kdy biskupské stolce byly řídce obsazené a biskupové buď internováni, nebo žalářováni, se rozhodl získávat svěcení pro kněze prostřednictvím zahraničí. K těmto svěcením docházelo nejprve díky pochopení Gerharda Schaffrana, biskupa v Görlitz v NDR, který sám měl zkušenosti s komunistickou mocí ze svého pobytu v Sovětském svazu. Kromě svěcení zprostředkovával Schaffran také zasílání zpráv o stavu církve v ČSSR do Vatikánu. Pro náročnost a komplikovanost nakonec zvolil získání biskupského svěcení pro některého člena Koinótés.

### Vysvěcení na biskupa (1967), formování skryté církve
On sám ani jeho nejbližší spolupracovník Stanislav Krátký jako političtí vězni vycestovat do zahraničí nemohli, a to ani do socialistických států. Proto získal příslušné fakulty od papeže Pavla VI. tajně vysvěcený kněz Ing. Jan Blaha z Brna a roku 1967 na zahraniční cestě byl vysvěcen na biskupa Peterem Dubovským, tehdy též tajně vysvěceným slovenským biskupem. Davídek přijal biskupské svěcení 29. října 1967 následně od Blahy. Od té chvíle F. M. Davídek mohl budovat úplnou církevní strukturu, paralelní k oficiální, komunisty ostře sledované církvi. Po srpnu 1968 očekával od sovětské okupace věznění církevních představitelů, jejich deportace do SSSR a pokus o úplnou likvidaci církve. Proto kromě řady kněžských svěcení konsekroval na biskupa do roku 1970 osm kněží. Za dobu svého biskupského působení formoval a vysvětil sedmdesát kněží, ženatých i celibátních.
I v tomto období zůstával jeho vztah s brněnským biskupem Skoupým napjatý. Oba se sice snažili o nalezení odpovídající formy dialogu, nicméně rozdílnost povah, věku a formy rezistence vůči komunistickému režimu jim nedovolovala podstatnější přiblížení.

### Synod v Kobeřicích (1970) a rozkol kvůli svěcení žen
Na 25. prosince 1970 svolal dva roky připravovaný pastorální synod, který se měl věnovat vývoji místní církve a postavení ženy v církvi (otázka kněžského svěcení žen). O právu svolat tento sněm byl pevně přesvědčen na základě svého studia dokumentů Druhého vatikánského koncilu, ukončeného pět let předtím. Synod se uskutečnil na faře v Kobeřicích (jihovýchodně od Brna), zúčastnilo se ho asi 60 osob. Probíhal ve velmi vzrušené atmosféře. Tři z jím vysvěcených biskupů zpochybnili jeho právo svolat sněm a jeho rozhodnutí světit na kněze i ženy. Suspendoval je z funkcí pro porušení přísahy. Stanislav Krátký se pokoušel obě strany usmiřovat, jeho odpůrci hledali zastání u Dubovského. Po synodu se vytvořily v Koinótés dva proudy (jednoduše se dají rozdělit na proudy pro a proti závěrům synodu), které se již nepodařilo sjednotit.
Ihned 28. prosince 1970 vysvětil na jáhna a vzápětí na kněze svou nejbližší spolupracovnici, generální vikářku Ludmilu Javorovou. V následujících letech udělil ještě tři kněžská svěcení ženám, jména však nejsou veřejně publikována. Byl si vědom, že svěcení žen bylo v rozporu s Kodexem církevního práva, ale postupoval tak, jak v situaci církve bojující v totalitě považoval za nezbytné. Každé svěcení bylo prováděno za účelem konkrétního poslání. Kromě toho byl ovlivněn filozoficko-teologickými názory T. de Chardina (svět je dobudováván na základě evoluce realizované ve stvoření) a dokumenty Druhého vatikánského koncilu, jejichž výklad neměl prakticky s kým konzultovat. Rovněž jeho zkušenost s komunistickou perzekucí jej vedla k pesimističtějším očekáváním a konspirativním postupům.

### Studium v Bratislavě (1970–1971)
V letech 1970–1971 jej vyslala brněnská dětská nemocnice, kde pracoval, na postgraduální studium na Fakultu řízení Vysoké školy ekonomické v Bratislavě, které úspěšně zakončil obhájením mezioborové práce z okruhu ekonomických a biologických věd „Problémy homeostatického ovládania podsystémov v rámci systému národného hospodárstva“ (Bratislava, 1971, 68 s.). V této době také sestavil ze svých básní z 60. a 70. let sbírku Nepřímé cykly.

### Komunikace s Římem (1972–1979)
Roku 1972 mu byl prostřednictvím českobudějovického biskupa Josefa Hloucha a jeho generálního vikáře Augustina Malého tlumočen zákaz činnosti od vatikánské Kongregace biskupů. Zákaz pravděpodobně považoval za důsledek neinformovanosti papeže Pavla VI. o své činnosti a za výsledek obav, které mohla způsobit nedostatečná informovanost Říma o kobeřickém synodu. Tohoto zákazu neuposlechl. Státní bezpečnost již kolem roku 1970 věděla o jeho biskupském svěcení a on se domníval, že jde o záměrnou dezinformaci.
Roku 1976 přijela v červenci do ČSSR diplomatická mise Pavla VI. s cílem setkat se s ním a nechat se jím informovat o jeho podzemní církevní aktivitě. K tomuto setkání (s pověřeným knězem Johnem Bukovským) došlo (z důvodu jeho strachu před možným prozrazením) až 26. srpna v Brně-Chrlicích. Pravděpodobně ze strachu před vyzrazením některých informací anebo kvůli pochybnostem, zda se tato aktivita odehrává skutečně z vůle papeže, popřel, že by uděloval biskupská svěcení.
Později (1977–1978) se pokoušel o kontakt s papežem prostřednictvím polského kardinála Stefana Wyszyńského; po zvolení papeže Jana Pavla II. prostřednictvím kněze Dušana Špinera, který neměl státní souhlas a kterému se roku 1979 podařilo se zájezdem vycestovat do Říma.
V letech 1971 až 1979 vysvětil dalších sedm biskupů, většina z nich však měla konat biskupskou službu pouze v nebezpečí nebo ve vězení. To je však poměrně problematické, zvážíme-li, že biskup má církví stanovena určitá práva a není možné je světitelem (mimo Svatý stolec) předem omezovat.

### Závěr života (do roku 1988)

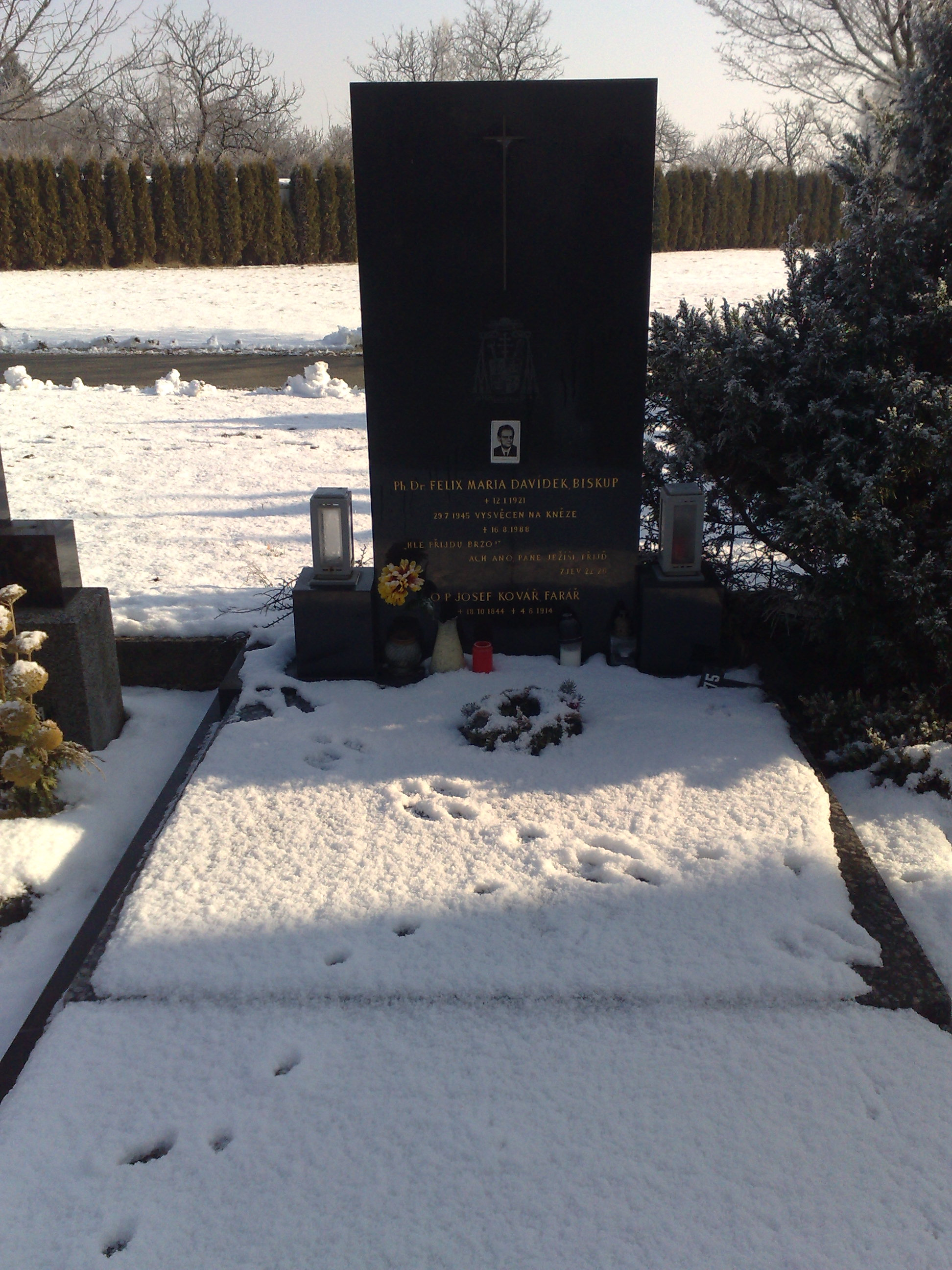
Davídkův hrob na Tuřanském hřbitově (2011)

Od roku 1980 vysvětil Felix M. Davídek poslední dva biskupy. V samizdatech se rovněž objevovaly pochybnosti, zda je skutečně platně vysvěcen, a on sám se z konspiračních důvodů nemohl nařčením účinně bránit, protože nechtěl prozradit své světitele. Od počátku 80. let se neustále zhoršovaly jeho zdravotní potíže způsobené dlouholetým vězněním a zraněními po autonehodě z roku 1972. V této době se také natrvalo nastěhoval do rodného domu v Chrlicích. V prosinci 1983 utrpěl po pádu ze schodů těžké poranění hlavy a od té doby až do smrti byl víceméně upoután na lůžko. Těžká situace byla umocněna nepochopením a nejednoznačnými vyjádřeními oficiální církevní hierarchie ve vztahu k jím vybudované podzemní církvi. I v tomto období se snažil studovat a teprve několik měsíců před smrtí dovolil, aby za ním občas docházel lékař. Dne 15. srpna 1988 byl převezen do brněnské nemocnice na Žlutém kopci. O den později zemřel při operaci na srdeční slabost. Pohřben je na hřbitově v Brně-Tuřanech.

### Svobodné poměry (po roce 1989)
Po pádu komunistického režimu v roce 1989 byla situace nepřehledná a komunikace mezi episkopátem a skrytou částí církve nebyla jednotná. Skrze rozhodnutí popsané v Normae bylo v roce 1992 vysloveno dubie validus (pochybnost o platnosti svěcení, což je v církevním právu dosud neznámý pojem) s tím, že do oficiální církevní služby budou začleněni jen ti Davídkovi kněží, kteří byli celibátní a přijali nové svěcení „sub conditione“ (podmínečné, v pochybnosti); ženatým kněžím bylo nabídnuto „sub conditione“ trvalé jáhenství nebo služba u řeckokatolíků. Svěcení žen bylo mimo Normae označeno za neplatné se zákazem kněžské služby bez platnosti exkomunikace. Část podzemní církve, která nepřijala podmínky připouštějící neplatnost církevních úkonů při činnosti za totality, se soustřeďuje kolem časopisu Getsemany, další upustili od služby v pravomocech kléru a nemalá část podzemního kléru odešla na odpočinek nebo se dožila vysokého věku.
V roce 1997 byla po Davídkovi pojmenována ulice v brněnských Chrlicích.

### Hodnocení
Václav Vaško o Davídkovi píše: 
„Sotva bychom se v české církvi druhé poloviny 20. století setkali se jménem, jehož vyslovení by vzbuzovalo více protichůdných emocí… Pro jedny byl prorokem, který předběhl dobu, pro druhé neukázněným knězem, neuznávajícím žádnou autoritu, vyžadujícím však naprostou poslušnost od každého, kdo se svěřil jeho duchovnímu či intelektuálnímu vedení. Svatým ho nenazval nikdo, heretikem ale také ne.“

## Biskupská genealogie
Následující tabulka obsahuje genealogický strom, který ukazuje vztah mezi svěcencem a světitelem – pro každého biskupa na seznamu je předchůdcem jeho světitel, zatímco následovníkem je biskup, kterého vysvětil. Rekonstrukcím a vyhledáním původu v rodové linii ze zabývá historiografická disciplína biskupská genealogie.
1. kardinál Scipione Rebiba
2. kardinál Giulio Antonio Santorio
3. kardinál Girolamo Bernerio, OP
4. arcibiskup Galeazzo Sanvitale
5. kardinál Ludovico Ludovisi
6. kardinál Luigi Caetani
7. kardinál Ulderico Carpegna
8. kardinál Paluzzo Paluzzi Altieri Degli Albertoni
9. papež Benedikt XIII.
10. papež Benedikt XIV.
11. papež Klement XIII.
12. kardinál Marcantonio Colonna
13. kardinál Giacinto Sigismondo Gerdil, B
14. kardinál Giulio Maria della Somaglia
15. kardinál Carlo Odescalchi, SJ
16. kardinál Costantino Patrizi Naro
17. kardinál Lucido Maria Parocchi
18. papež Pius X.
19. papež Benedikt XV.
20. papež Pius XII.
21. arcibiskup Saverio Ritter
22. arcibiskup Josef Beran
23. arcibiskup Josef Matocha
24. biskup Róbert Pobožný
25. biskup Pavol Hnilica
26. biskup Ján Chryzostom Korec
27. biskup Dominik Kaľata
28. biskup Peter Dubovský
29. biskup Jan Blaha
30. F. M. Davídek

### Vysvěcení biskupové
Podle výsledků zkoumání, které po roce 1989 provedla Kongregace pro nauku víry, F. M. Davídek průkazně udělil biskupské svěcení šestnácti mužům (přičemž Kongregace nepokládá tato svěcení za nepochybně platná):
- Eugen Kočiš (prosinec 1967[7]; Kočiš r. 1969 vysvětil na biskupa Bedřicha Provazníka, ten r. 1970 – už po rozchodu s Davídkem – Fridolína Zahradníka, ten pak mj. v r. 1982 Jana Konzala a Pavla Hájka)
- Ivan Ljavinec (březen 1968)
- Stanislav Krátký (srpen 1968)
- Jiří Pojer (srpen 1968)
- Dobroslav Kabelka OPraem (srpen 1968)
- Josef Blahník (září 1970)
- Martin Hrbča (září 1968)
- Jindřich Pešek (srpen 1971)
- Jiří Krpálek (březen 1973)
- Ivan Klement (březen 1973)
- Václav Razik (prosinec 1978)
- Dušan Špiner (říjen 1979)
- Karel Chytil (prosinec 1987)
- Josef Hinterhölzl (leden 1984)
- Oskar Formánek (srpen 1972)
- Marián Potáš OSBM (srpen 1972)

## Dílo

### Poezie
- Václav Ara [= F. M. Davídek]: Ke dnu mé touhy. Chrlice, soukr. tisk 1940.
- Václav Ara [= F. M. Davídek]: Tvar života. In: Václav Ara: Tvar života, Ivan Stránecký: Z noci na den. Olomouc, Stylos, leden 1942.
- Václav Ara [= F. M. Davídek]: Z pramene noci. Vysočina (edice Hořec), soukr. tisk, b. d.

## Ohlasy v kultuře
Podle F. M. Davídka byla vytvořena fiktivní postava biskupa Daniela Felixe v románu Kateřiny Tučkové Bílá Voda (2022).